# Dettenheim
Dettenheim là một xã ở huyện Karlsruhe ở Baden-Württemberg, Đức. Đô thị này có diện tích 30,89 km², dân số thời điểm 31 tháng 12 năm 2006 là 6688 người.